# 鳥類におけるH5N1亜型インフルエンザの世界的流行

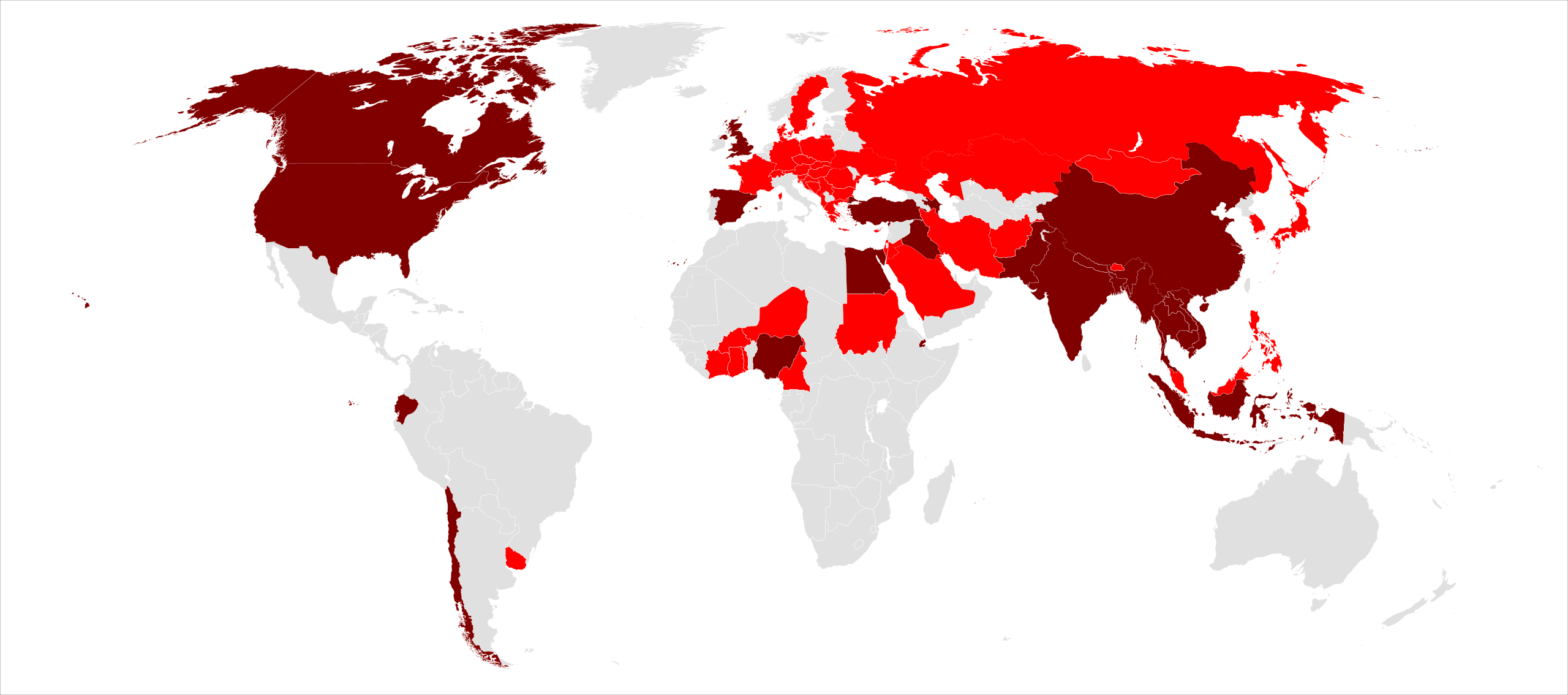

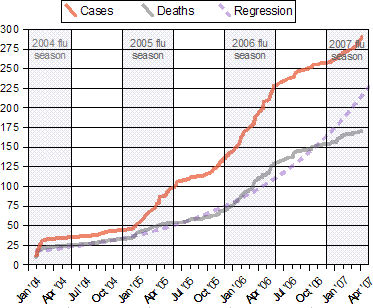
H5N1の感染の拡大の様子。

ここでは2008年に起きた鳥類におけるH5N1亜型鳥インフルエンザの世界的流行（Global_spread_of_H5N1）について記述する.

## 解説
この世界的流行によって、数千万羽の鳥が死亡し数億羽の鳥が殺処分された。
鳥類の高病原性の同ウイルスの大規模感染が確認された国は、WHOへの報告順に以下の通りである。
韓国,ベトナム,日本,タイ,カンボジア,ラオス,インドネシア,中国,マレーシア,ロシア,カザフスタン,モンゴル,トルコ,ルーマニア,クロアチア,ウクライナ,キプロス,イラク,ナイジェリア,エジプト,インド,フランス,ニジェール,ボスニア,アゼルバイジャン,アルバニア,カメルーン,ミャンマー,アフガニスタン,イスラエル,パキスタン,ヨルダン,ブルキナファソ,ドイツ,スーダン,コートジボワール,ジブチ,ハンガリー,イギリス,クウェート,バングラデシュ,サウジアラビア,ガーナ,チェコ,トーゴ,ネパール,ブータン（47カ国）